# Pete Seeger
Pour les articles homonymes, voir Seeger.
Peter “Pete” Seeger, né le 3 mai 1919 à New York et mort le 27 janvier 2014 à New York, est un musicien américain, pionnier de la musique folk avec Woody Guthrie. Il participe pendant les années 1950 à une hootenanny hebdomadaire. Fils du musicologue et compositeur Charles Louis Seeger Jr., il est le grand-père du chanteur de folk Tao Rodríguez-Seeger.

## Biographie

### Enfance et formation
Pete Seeger est né en 1919 à New York, dans une famille de musicologues de gauche. Par ses deux parents, il appartient à de très vieilles familles américaines, d'origine puritaine. Ses parents l'initient très jeune à la musique, et il accompagne souvent son père au ukulélé puis au banjo, notamment dans les festivals de « square dance » en Caroline du Nord. À vingt ans, il interrompt ses études de journalisme et se consacre à sa passion pour la musique et la chanson folklorique dont il sera l'un des principaux acteurs. Dans les années 1930, Il participe au Camp Rising Sun (New York) dont il garde un souvenir vivace.

### Années de découverte
À partir de 1938, il écume les archives musicales à la Bibliothèque du Congrès avec son bienfaiteur l'ethnomusicologue Alan Lomax, où il compile toutes sortes de chansons traditionnelles, avant de poursuivre sa quête en allant directement à la rencontre des chanteurs de l'Amérique profonde. C'est ce qui l'amène à rencontrer le bluesman Leadbelly, puis en 1940 le grand baladin, poète et chanteur Woody Guthrie, véritable icône de la chanson protestataire. Ensemble, ils fondent The Almanac Singers, qui sort un premier album dans la foulée. Le groupe joue beaucoup de chansons militantes pour les syndicats du CIO, des chansons pacifistes dans un premier temps, puis, après l'invasion de l'Union soviétique par l'Allemagne nazie, des chansons antifascistes ou militant pour l'entrée en guerre des États-Unis.

### Naissance d'une icône

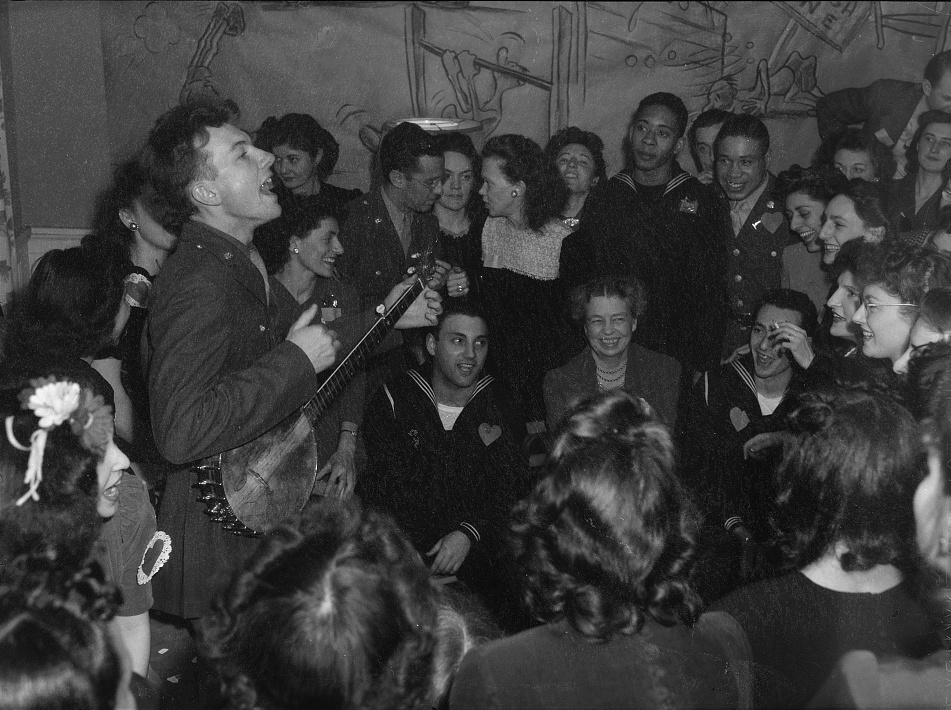
Pete Seeger chantant devant Eleanor Roosevelt (au centre) à un rassemblement contre la ségrégation raciale, en 1944.

À la fin de la guerre, il s'installe définitivement à Beacon, sur les bords de l'Hudson, d'où il se rend régulièrement à Greenwich Village. Il y fonde People's Song Inc., sa propre société de musique folk et militante, tout de suite cataloguée comme dangereuse par le FBI des années McCarthy. Il tourne aussi beaucoup, est très actif dans les milieux intellectuels, militants et musicaux, et écrit abondamment, notamment pour le magazine folk Sing Out !.
En 1949, il est coauteur avec Lee Hays de la protest-song If I Had a Hammer, dont les paroles jugées subversives ne permettront pas qu'elle soit enregistrée avant 1956, et qui ne sera vraiment popularisée qu'en 1962 par Peter, Paul and Mary puis par Trini Lopez. En France, Claude François la reprendra sous le titre Si j'avais un marteau, mais dans une version qui en gomme le côté protestataire.
En 1950, avec Lee Hays, Ronnie Gilbert et Fred Hellerman, il fonde le groupe The Weavers, qui jouera un rôle déterminant dans l'éclosion du courant du folksong protestataire. Leur collaboration avec Gordon Jenkins leur vaut d'occuper la première place des ventes de disques aux États-Unis durant 13 semaines à l'automne 1950 grâce au titre Goodnight Irene, reprise d'un classique chanté originellement par Leadbelly.
Pete Seeger quitte ensuite le groupe et effectue de nombreuses tournées dans tout le pays, seul avec son banjo, et enregistre des centaines de titres, soit le plus imposant corpus de chansons folkloriques et protestataires jamais enregistré aux États-Unis.

### Années 1960 et consécration

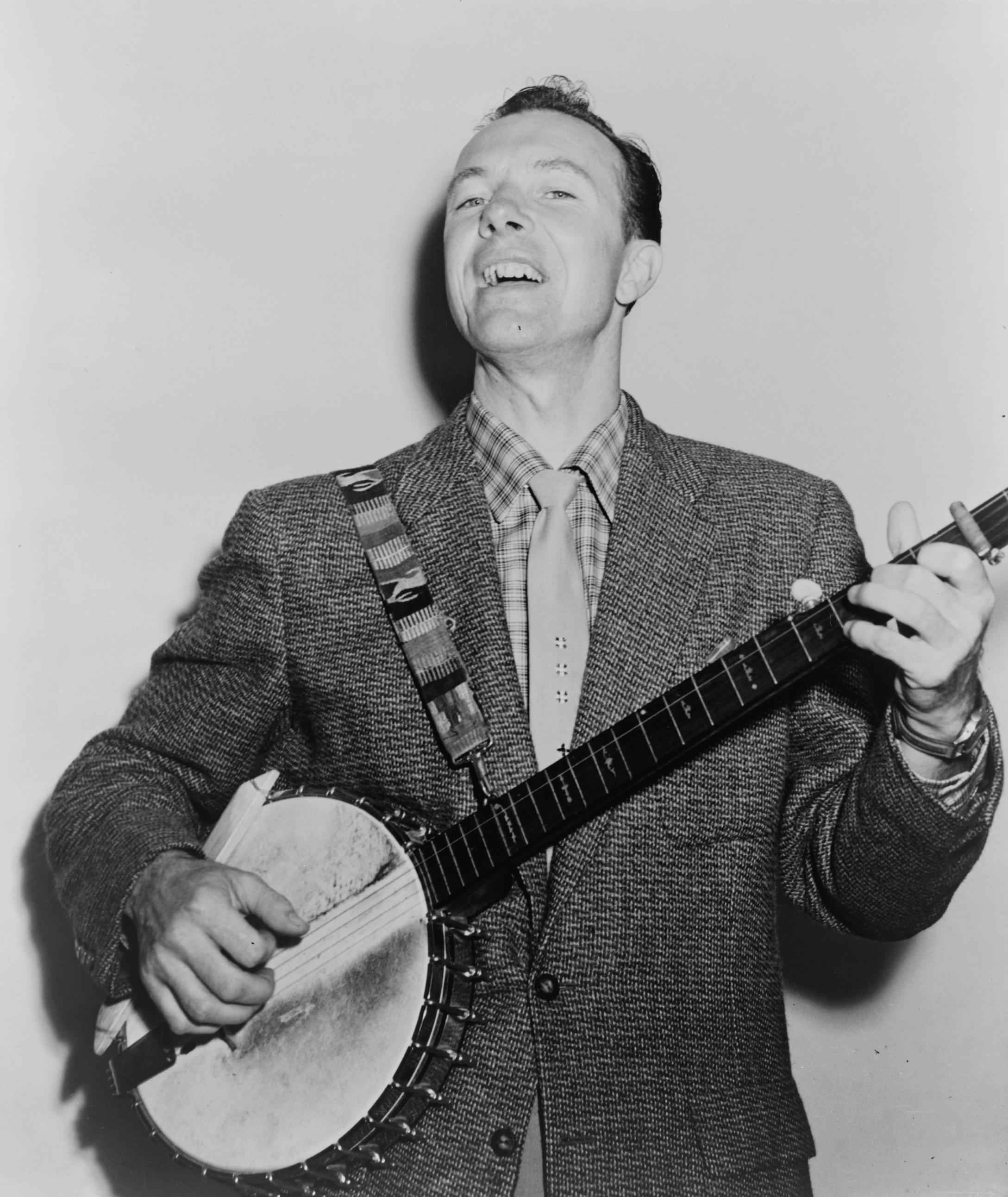
Pete Seeger et son fameux banjo amélioré, en 1955.

En 1959, lors du grand renouveau de la musique folk américaine, il est le cofondateur du Festival de folk de Newport (Rhode Island), qui devient l'une des grand-messes annuelles du genre (où Bob Dylan et autres Joan Baez se feront connaître), mais aussi des nouveaux courants politiques qui fleuriront dans les années 1960.
Lors de l'éclosion de la génération folk dans les années 1960, il fait figure avec son ami Woody Guthrie de grand aîné et de référence pour tous les jeunes artistes qui émergent alors, comme Joan Baez ou Bob Dylan.
Inquiété lors de la chasse aux sorcières maccarthyste pour son engagement dans le Parti communiste américain, dont il est membre depuis 1940, il refuse de témoigner, déclarant que sa liberté d'expression et d'opinion est garantie par le premier amendement de la constitution américaine. Cette défense lui vaut dix condamnations cumulatives à un an de prison chacune pour outrage au Congrès. Mais la peine est annulée en appel, et ne sera jamais exécutée. Militant des droits civiques, ce qui lui vaut l'amitié de Martin Luther King, puis contre la guerre au Vietnam, il est également depuis toujours investi dans les combats environnementalistes.
Il connaît un grand succès avec sa chanson Turn! Turn! Turn! (To Everything There Is a Season), sur des paroles tirées de l'Ecclésiaste (elle sera reprise et popularisée par le groupe The Byrds).
Il est le coauteur, avec Joe Hickerson de Where Have All the Flowers Gone?, un hymne pacifiste vite devenu un classique et repris par d'innombrables artistes dans le monde entier. Il chante aussi des textes contestataires comme Little Boxes (Petites boîtes), de Malvina Reynolds, qui dénonce le conformisme des classes moyennes américaines, ou What Did You Learn in School Today? de Tom Paxton, qui s'en prend au conditionnement scolaire des enfants (elle sera reprise en français par Graeme Allwright) :
« I learned our government must be strong.

It's always right and never wrong.

Our leaders are the finest men.

And we elect them again and again. »
Au cours des combats pour les droits civiques des Noirs, il donne une version politique d'un vieil hymne religieux, We Shall Overcome, qui sera en particulier reprise par Joan Baez.
En 1966, il popularise la chanson de José Marti Guantanamera au festival folk de Newport. En 1967, il s'oppose ouvertement à la guerre au Viêt Nam, notamment à travers sa chanson Waist Deep in the Big Muddy, rapidement censurée. Cette dernière sera aussi reprise par Graeme Allwright (« De l'eau jusqu'à la ceinture, et le vieux con nous dit d'avancer… »).
À la fin des années 1960, son engagement en faveur de l'écologie se concrétise à travers la création de son association Hudson River Sloop Clearwater, qui dénonce notamment les rejets massifs de pesticides dans les rivières américaines. Le nom de cette association est à l'origine du nom d'un grand groupe des années 1970, le Creedence Clearwater Revival.

### Dernières années
Les années 1990 voient une certaine institutionnalisation de la musique populaire américaine. Elle n'oublie pas ce qu'elle doit à Pete Seeger, qui est introduit au Rock and Roll Hall of Fame en 1996. Il obtient un Grammy Lifetime Achievement Award en 1993, la National Medal of Arts du National Endowment for the Arts et un « Kennedy Center Honor » en 1994, la « Harvard Arts Medal » ou encore la « James Smithson Bicentennial Medal » en 1996.
Pete Seeger est également lauréat d'un Grammy Award du meilleur album de musique folk pour son album Pete, une seconde fois en 2008 pour l'album At 89, et en 2010 pour le meilleur album pour enfants, pour son album Tomorrow's Children, Pete Seeger and the Rivertown Kids and Friends.
À Cuba, il a été récompensé en 1999 par la Felix Varela Medal, la plus haute distinction cubaine, pour son œuvre humaniste et artistique pour la défense de l'environnement et contre le racisme. Son engagement écologique lui vaut également l'introduction au Mid-Hudson Civic Center Hall of Fame en 2008.
Lors de la cérémonie d'investiture de Barack Obama à la présidence des États-Unis, le 18 janvier 2009, il est appelé sur scène par son admirateur Bruce Springsteen pour chanter This Land Is Your Land (composée par Woody Guthrie).
Archétype du « protest singer » et du « folksinger », sa postérité intellectuelle et artistique est vivace : en témoigne l'album hommage Where Have All the Flowers Gone[réf. nécessaire] en 1998 et, en 2006, l'album de Bruce Springsteen We Shall Overcome: The Seeger Sessions, où le chantre du blue-collar rock retrouve son goût pour les orchestres folks et s'inscrit délibérément dans sa lignée.
Il meurt le 27 janvier 2014 à New York à l'âge de 94 ans.

## Discographie

### Disques personnels
- 1954 : How to Play a 5-String Banjo (instruction), Folkways Records
- 1954 : The Pete Seeger Sampler, Folkways Records
- 1955 : Bantu Choral Folk Songs, Folkways Records
- 1956 : With Voices Together We Sing, Folkways Records
- 1956 : Love Songs for Friends and Foes, Folkways Records
- 1957 : American Ballads, Folkways Records
- 1958 : Gazette, Vol. 1, Folkways Records
- 1959 : American Play Parties, Folkways Records
- 1960 : Champlain Valley Songs, Folkways Records
- 1962 : 12-String Guitar as Played by Lead Belly, Folkways Records
- 1963 : The Birth (Story of the Nativity), Philips PHM 2 300[5]
- 1963 : Pete Seeger à Carnegie Hall : We Shall Overcome, CBS 62209
- 1964 : Songs of Struggle and Protest, 1930-50, Folkways Records
- 1964 : Broadsides - Songs and Ballads, Folkways Records
- 1966 : Dangerous Songs!?, Columbia Records
- 1966 : God Bless The Grass, Columbia Records
- 1968 : Wimoweh and Other Songs of Freedom and Protest, Folkways Records
- 1974 : Banks of Marble and Other Songs, Folkways Records
- 1980 : God Bless the Grass, Folkways Records
- 1989 : Traditional Christmas Carols, Smithsonian Folkways
- 1990 : Folk Songs for Young People, Smithsonian Folkways
- 1990 : American Folk Songs for Children, Smithsonian Folkways
- 1991 : Abiyoyo and Other Story Songs for Children, Smithsonian Folkways
- 1992 : American Industrial Ballads, Smithsonian Folkways
- 1993 : Darling Corey/Goofing-Off Suite, Smithsonian Folkways
- 1996 : Pete, Living Music Records
- 1998 : Headlines and Footnotes: A Collection of Topical Songs, Smithsonian Folkways
- 1998 : If I Had a Hammer: Songs of Hope and Struggle, Smithsonian Folkways
- 1998 : Birds, Beasts, Bugs and Fishes (Little and Big), Smithsonian Folkways
- 2000 : American Folk, Game and Activity Songs, Smithsonian Folkways
- 2002 : American Favorite Ballads, Vol. 1, Smithsonian Folkways
- 2003 : American Favorite Ballads, Vol. 2, Smithsonian Folkways
- 2004 : American Favorite Ballads, Vol. 3, Smithsonian Folkways
- 2005 : The Essential, Sony
- 2006 : American Favorite Ballads, Vol. 4, Smithsonian Folkways
- 2007 : American Favorite Ballads, Vol. 5, Smithsonian Folkways
- 2008 : Pete Seeger At 89, Appleseed Records
- 2009 : American Favorite Ballads, The Complete Collection Vol.1-5, Smithsonian Folkways

### Participations
- 1990 : Concierto En Vivo (Pete Seeger - León Gieco)
- 2007 : My Name Is Buddy (Nonesuch Records) de Ry Cooder avec Paddy Moloney, Van Dyke Parks, Mike Seeger, Flaco Jimenez, Bobby King & Terry Evans, Jim Keltner, Jacky Terrasson, Jon Hassell...
- 2012 : Chimes of Freedom: Songs of Bob Dylan Honoring 50 Years of Amnesty International. Reprise de Forever Young de Bob Dylan, avec The Rivertown Kids
- 2015: Buy This Fracking Album[6]. ("This Land is Your Land (Live At Farmaid 2013)")

## Prix et récompenses
- Grammy Award en 1993 pour l'ensemble de son œuvre[7]
- Intronisé dans le Rock and Roll Hall of Fame en 1996[8]
- Grammy Award en 1997 pour son album Pete[2]
- Grammy Award en 2008 pour son album Pete Seeger at 89
- Grammy Award en 2010 pour son album pour enfants Tomorrow's Children, Pete Seeger and the Rivertown Kids and Friends

## Anecdotes
- Les positions parfois jugées « peu américaines » de Pete Seeger lui ont valu quelques inimitiés, dont celle du prix Nobel Murray Gell-Mann, qu'il manifeste dans un passage de son livre Le Quark et le Jaguar.
- On le voit apparaître dans le film Alice's Restaurant, jouant son propre rôle, rendant visite à son ami Woody Guthrie hospitalisé.
- Dans le film Un parfait inconnu, Pete Seeger (interprété par Edward Norton) fait la connaissance de Bob Dylan en 1961 alors qu'il est au chevet de Woody Guthrie. Il introduit Dylan dans le milieu new-yorkais de la musique folk, et le soutient dans son évolution artistique jusqu'à se brouiller avec lui lors du festival de Newport de 1965 où Bob Dylan, converti à la guitare électrique, présente des nouvelles chansons qui tiennent plus du rock que du folk[9].